# Farhad Mechkat
Farhad Mechkat (persisch فرهاد مکت; * 1937) ist ein iranischer Dirigent.

## Leben
Mechkat begann seine musikalische Ausbildung am Konservatorium von Genf. Er graduierte am Mannes College of Music und war dann drei Jahre lang Schüler des Toscaninischülers Franco Ferrara in Rom und Siena. Nach seiner Rückkehr nach New York gewann er 1968 die Dimitri Mitropoulos International Music Competition für junge Dirigent und wurde Assistent Leonard Bernsteins bei den New Yorker Philharmonikern.
Zugleich erhielt er eine Einladung, das Nationale Iranische Rundfunk-Kammerorchester beim Kunstfestival von Schiras zu dirigieren. Später wurde er musikalischer Leiter und Chefdirigent des Sinfonieorchesters von Teheran, das er auf internationales Niveau führte. Als Gastdirigent arbeitete er mit Orchestern in  den USA, Italien, Frankreich, Deutschland, Österreich und der Schweiz. In Italien wurde er als Komtur des Verdienstordens der Italienischen Republik ausgezeichnet.